# Islam in Italien

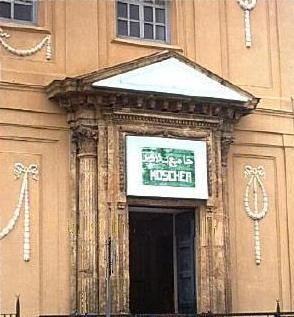
Ehemalige Synagoge von Palermo, die erst als Kirche diente und jetzt in eine Moschee umgewandelt wurde

Die Geschichte und Gegenwart des Islams in Italien erstreckt sich vom Mittelalter bis heute.
Das seit der Spätantike christliche Italien kam mit dem expandierenden Islam zuerst im 7. Jahrhundert in Kontakt. Die Araber versuchten immer wieder Vorstöße auf Sizilien und Teile des italienischen Festlands, bis ihnen im 9. Jahrhundert die Errichtung des Emirats von Sizilien, des Emirats von Bari sowie weiterer Herrschaftsgebiete gelang. Die intensivste Präsenz erlebte Sizilien. Teile der Insel standen bis zu 250 Jahre unter arabisch-muslimischer Herrschaft. Im 9. Jahrhundert gab es einen kurzzeitigen, punktuellen Versuch eines muslimischen Brückenkopfes an der Küste Apuliens. Im 13. Jahrhundert gab es ebendort in Lucera eine kurzzeitige Zwangsansiedlung von Muslimen. Seit dem 11. Jahrhundert kam die muslimische Herrschaft in Italien an ihr Ende.
Die heute in Italien lebenden 1,2 Millionen Muslime stehen in keiner Kontinuität zu den mittelalterlichen Angriffen oder Herrschaftsbestrebungen auf Sizilien. Ihre Einwanderung begann bis auf geringe Ausnahmen erst ab 1990.
Sie machen ca. 2 Prozent der 60 Millionen Bewohner Italiens aus, weniger als etwa in Großbritannien (2–3 Millionen), Deutschland (4,3 Millionen) oder Frankreich (4–5 Millionen). Mindestens 150.000 von ihnen leben ohne gültige Aufenthaltspapiere in Italien, Schätzungen kirchlicher und Menschenrechtsgruppen gehen von weiteren 250.000 illegalen muslimischen Immigranten aus.
Etwa 50.000 Muslime in Italien haben die italienische Staatsbürgerschaft, darunter wenige Konvertiten. Einer der bekanntesten Konvertiten ist heute Torquato Cardilli, Italiens ehemaliger Botschafter in Saudi-Arabien.

## Geschichte

### Araber bzw. Sarazenen
Als erste war bereits im Jahr 700 die Insel Pantelleria kurzzeitig von Arabern erobert worden, ab 720 setzten sich Muslime kurzzeitig an Küstenabschnitten Sardiniens fest.

#### Sizilien
Erste arabische Angriffe auf das byzantinische Sizilien misslangen 652, 667 und auch 720. Syrakus wurde 708 zwar erstmals kurzzeitig erobert, die für 740 angesetzte Invasion scheiterte aber an einem Aufstand der Berber des Maghreb und an bis 771 (bzw. bis 799) anhaltenden Bürgerkriegen in Ifrīqiya im heutigen Tunesien. Erst als Ibrahim I. ibn al-Aghlab sich 800 zum Emir von Ifriqiya erhob und damit die Dynastie der Aghlabiden begründete, die auch vom Kalifen Hārūn ar-Raschīd anerkannt wurde, führte die sich daraus ergebende Stabilisierung und Unabhängigkeit dieser Region zu einer gezielten energischen muslimischen Eroberungspolitik gegen Italien von Nordafrika aus. 806 wurde die Insel Pantelleria erneut eingenommen. Die dort lebenden christlichen Mönche wurden versklavt. Karl der Große selbst bemühte sich um die Freilassung dieser Mönche. Mehrere arabische Angriffe auf Sardinien in dieser Zeit verliefen weniger erfolgreich.
Um sich der ständigen Meutereien des Heeres zu entledigen, schickte der Aghlabiden-Gouverneur von Ifriqiya in den Jahren 827, 830 und 875 erneut arabische, berberische und andalusische Rebellen zur Eroberung Siziliens fort, u. a. unter Asad ibn al-Furat. 902 führte sein Nachfolger selbst ein Heer auf die Insel. Dort hatte der gegen Konstantinopel meuternde Gouverneur Euphemios Muslime zu Hilfe gerufen, die von den Europäern als Sarazenen bezeichnet wurden. Sie entledigten sich des Euphemios und nützten die Gelegenheit zur Eroberung der damals zum Byzantinischen Reich gehörenden Insel. Entsprechend sprach die Bevölkerung griechisch und gehört zur Ostkirche. 831 fiel Palermo in ihre Hände (seitdem Hauptstadt), 843 dann Messina, doch erst 878 Syrakus, 902 Taormina, 918 das auf dem benachbarten Festland liegende Reggio in Kalabrien und 965 mit Rometta auch der letzte byzantinische Stützpunkt auf der Insel. Während der Südwesten der Insel ziemlich konstant in muslimischer Hand blieb, konnten sich in anderen Teilen, besonders im Nordosten die Christen und Byzantiner halten. Die Muslime verloren immer wieder eroberte Gebiete, die sie in Militäraktionen zurückgewinnen mussten. Formal unterstand zwar ganz Sizilien ab 965 der muslimischen Oberhoheit. Die direkte Herrschaftsausübung galt aber nur in zwei Dritteln der Insel. Der christlich gebliebene Nordosten blieb autonom, wenngleich Steuern und Tribut gezahlt werden mussten. 1035 begannen die letzten Versuche zur Rückeroberung der Insel durch Byzanz, zunächst erfolgreich, indem die Ostküste mit Messina und Syrakus unter die Kontrolle Konstantinopels zurückkehrte. Ab 1061 traten die Normannen an die Stelle der Byzantiner. Sie eroberten die Insel zurück, und beseitigten die muslimische Herrschaft. Zugleich wurde die Insel für das lateinische Christentum der Westkirche gewonnen.
Unter den Arabern blühte die Landwirtschaft und wurde auf den Export ausgerichtet, ebenso das Handwerk in den Städten. Mit etwa 300.000 Einwohnern hatte allein die arabische Inselhauptstadt Palermo damals mehr Einwohner als alle Städte Deutschlands zusammen. Der muslimische Bevölkerungsanteil auf der Insel am Ende der muslimischen Herrschaft Mitte des 11. Jahrhunderts kann nur geschätzt werden. Tatsache ist, dass sie zwei Drittel der Insel besiedelten, wobei Araber zumeist den Norden um Palermo und Berber überwiegend den Süden um Agrigent dominierten, die Christen das nordöstliche, am dichtesten besiedelte Drittel der Insel um den Ätna.
Nach dem Sturz der Aghlabiden auch in Ifriqiya war Sizilien im 10. Jahrhundert an ihre fatimidischen Nachfolger gefallen, doch hatte sich nach Kämpfen zwischen Sunniten und Schiiten unter den Kalbiten bald ebenfalls für unabhängig erklärt.
So wie die Muslime die Kirchen im Norden und Westen Siziliens in Moscheen umwandelten, darunter die Kathedrale von Palermo und die bekannte Kirche San Giovanni degli Eremiti ebendort, wurden sie nach dem Ende der muslimischen Herrschaft wieder in Kirchen umgewandelt.

#### Süditalienisches Festland

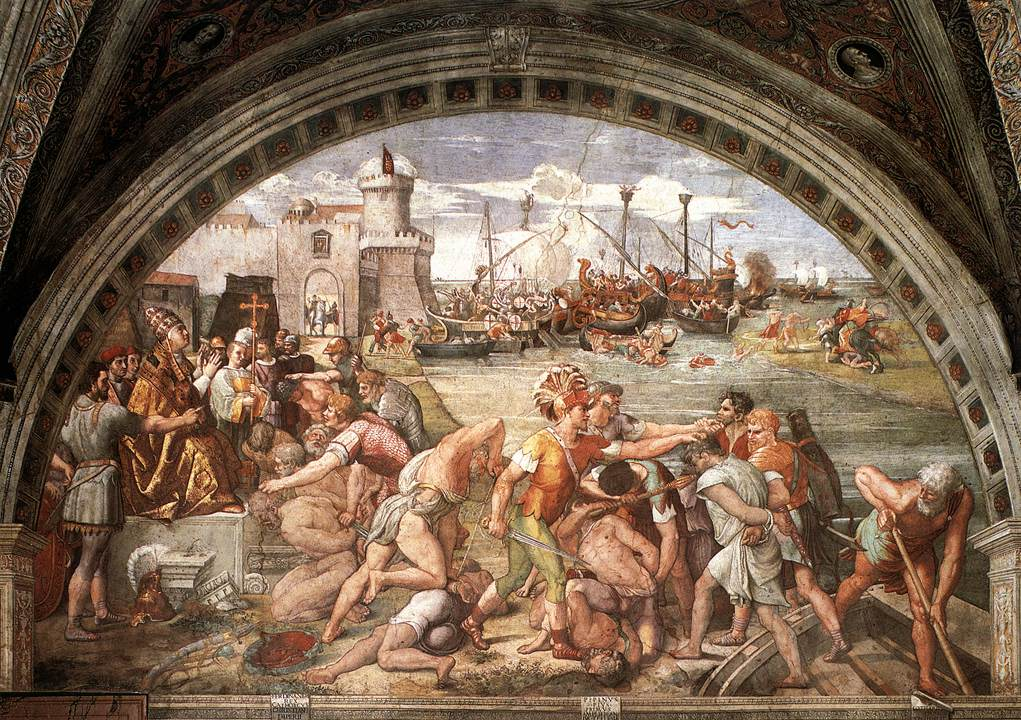
Die Seeschlacht von Ostia stoppte 849 den dritten arabischen Angriff auf Rom

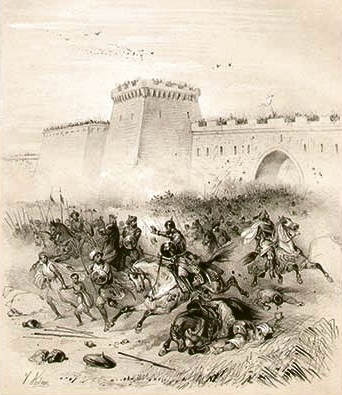
Kaiser Ludwig bekämpft 871 die Araber vor Bari

Von Sizilien setzten die Muslime auf das Festland über und verwüsteten Kalabrien, 835 und 837 hatte der Herzog von Neapel im Kampf gegen den Herzog von Benevent die Muslime gerufen. 840 fielen Tarent und Bari in ihre Hände, 841 auch Brindisi. Capua wurde zerstört, das unter fränkischem Schutz stehende Benevent wurde besetzt (840–847 und nochmals 851–52), arabische Angriffe auf Rom scheiterten 843 und 849. Ein zweiter Angriff der arabischen Aghlabiden auf Rom führte zur Plünderung der Stadt und zur Zerstörung der Basilika St. Peter. Die goldenen Türen wurden gestohlen und das Grab des Apostels geschändet. Sardinien fiel kurzzeitig unter arabische Herrschaft. Schon 847 erklärten sich Tarent, Bari und Brindisi zu von den Aghlabiden unabhängigen Emiraten. Jahrzehntelang beherrschten die Muslime das Mittelmeer und überfielen die italienischen und adriatischen Küstenstädte, 868–70 stand das dalmatinische Ragusa (heute Dubrovnik) für anderthalb Jahre unter arabischer Herrschaft. 856 attackierten und zerstörten arabische Invasoren die Kathedrale von Canosa in Apulien. Arabisch-muslimische Truppen belagerten im März 861 die Stadt Ascoli.
Erst nach dem Fall Maltas 870 gelang den abendländischen Christen die Aufstellung einer gleichwertigen Streitmacht zu Lande. Kaiser Ludwig II. aus dem fränkischen Haus der Karolinger eroberte Brindisi und schlug die Araber 871 bei Bari. Die Byzantiner konnten 880 auch Tarent zurückerobern. Letzte arabische Stützpunkte (z. B. Santa Severina Crotone in Kalabrien) hielten sich im Süden noch bis 885, und schon 882 hatten die Muslime weiter nördlich, an der Mündung des Garigliano zwischen Neapel und Rom, eine mit Gaeta verbündete neue Basis errichtet und Kampanien sowie Sabinia im Latium angegriffen. Hundert Jahre später versuchte Kaiser Otto II. 982 den Vormarsch der Sarazenen in Süditalien zu stoppen, nachdem die langobardischen Verbände des Herzogs von Benevent nicht Herr der Lage wurden. Die Muslime hatten den Tod des byzantinischen Kaisers und die folgende Regierungskrise in Konstantinopel ausgenützt. Vor Tarent kam es zur Schlacht bei Crotone, in der der Emir fiel, die Muslime aber siegten. Die Verluste auf beiden Seiten waren aber so hoch, dass sich die Muslime in die von ihnen kontrollierten Teile Siziliens zurückzogen und das Reichsheer nach Norden.
Noch 1002 wurde Bari erneut von Arabern erobert und von Byzantinern rasch zurückerobert. Gegen die Byzantiner aber erhob sich der Langobarde Meles (Melo) 1009–1019 und rief die Normannen zu Hilfe. Er schenkt Kaiser Heinrich II. den goldbestickten Sternenmantel. Dort ist Meles unter dem Pseudonym Ismael verewigt, was aber keine muslimische Abstammung andeutet, sondern seinem Schutz vor den Byzantinern diente. Er starb in Bamberg.

#### Norditalien
Erstmals 729–765 hatten Araber und Berber nach der Eroberung des spanischen Westgoten-Reiches von Septimanien und Narbonne aus Raubzüge bis nach Oberitalien unternommen sowie 793 erneut Südfrankreich überfallen (Nizza 813, 859 sowie 880). 888 errichteten andalusische Muslime in Fraxinetum bei Fréjus in der französischen Provence einen neuen Stützpunkt, von wo aus sie Plünderzüge an der Küste und im Landesinnern durchführten.
926 rief Italiens König Hugo I. gegen norditalienische Rivalen die Araber ins Land. 934 und 935 wurden Genua und La Spezia überfallen, 942 wieder Nizza. Im Hinterland Piemont stießen die Muslime bis Asti sowie Novi Ligore vor und zogen entlang des Rhônetals und der Westflanke der Alpen nach Norden. Nach Erfolgen über Burgund drangen sie 942–965 nach Savoyen und 952–960 bis in Teile der heutigen Schweiz vor. Gegen die Araber wiederum hatte Hugos Gegenspieler, Kaiser Berengar I., die Ungarn zu Hilfe gerufen, die Norditalien daraufhin ebenfalls verwüsteten. Unter dem Druck deutscher Könige musste zwar Fraxinetum 972 aufgegeben werden, doch die Plünderungen, 1002 von Genua und 1004 von Pisa, gingen weiter.
Pisa und Genua verbündeten sich, um den arabischen Muslimen auch ihre Stützpunkte auf Korsika (Campomoro, Morsiglia) und auf Sardinien zu entreißen. Letztere standen aber seit 1015 unter dem Schutz der Flotte des andalusischen Emirs von Dénia in Spanien, der von den verbündeten Italienern 1016 und nach seiner erneuten Invasion 1022 nochmals geschlagen wurde. Erst 1027 konnten die Italiener die sardinischen Muslime endgültig besiegen, der letzte muslimische Aufstand endete erst 1050.

#### Ende der arabischen Epoche

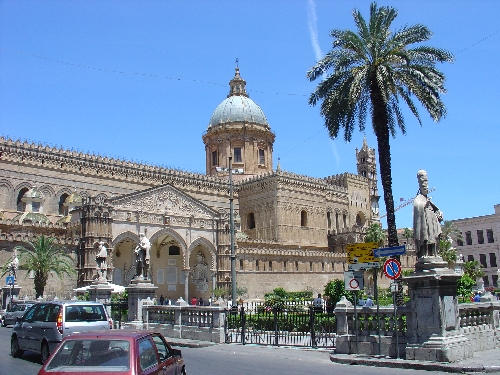
Dom von Palermo, unter muslimischer Herrschaft in eine Moschee und nach deren Ende wieder in eine Kirche umgewandelt.

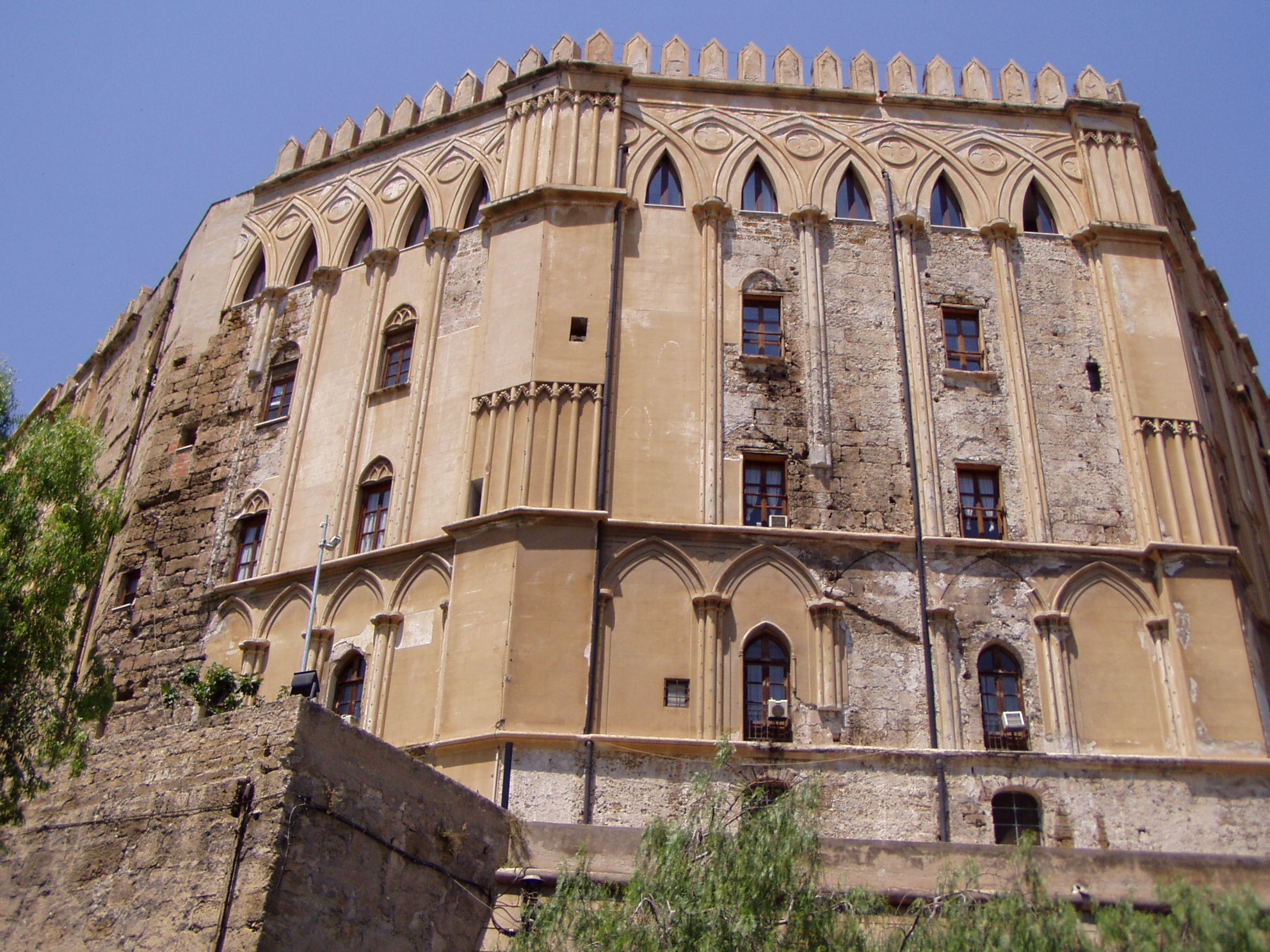
Der Normannenpalast, bereits Machtzentrum unter den Karthagern, Römern und Byzantinern, ebenso Sitz der Emire. Die älteste sichtbare Bausubstanz stammt aus der Normannenzeit.

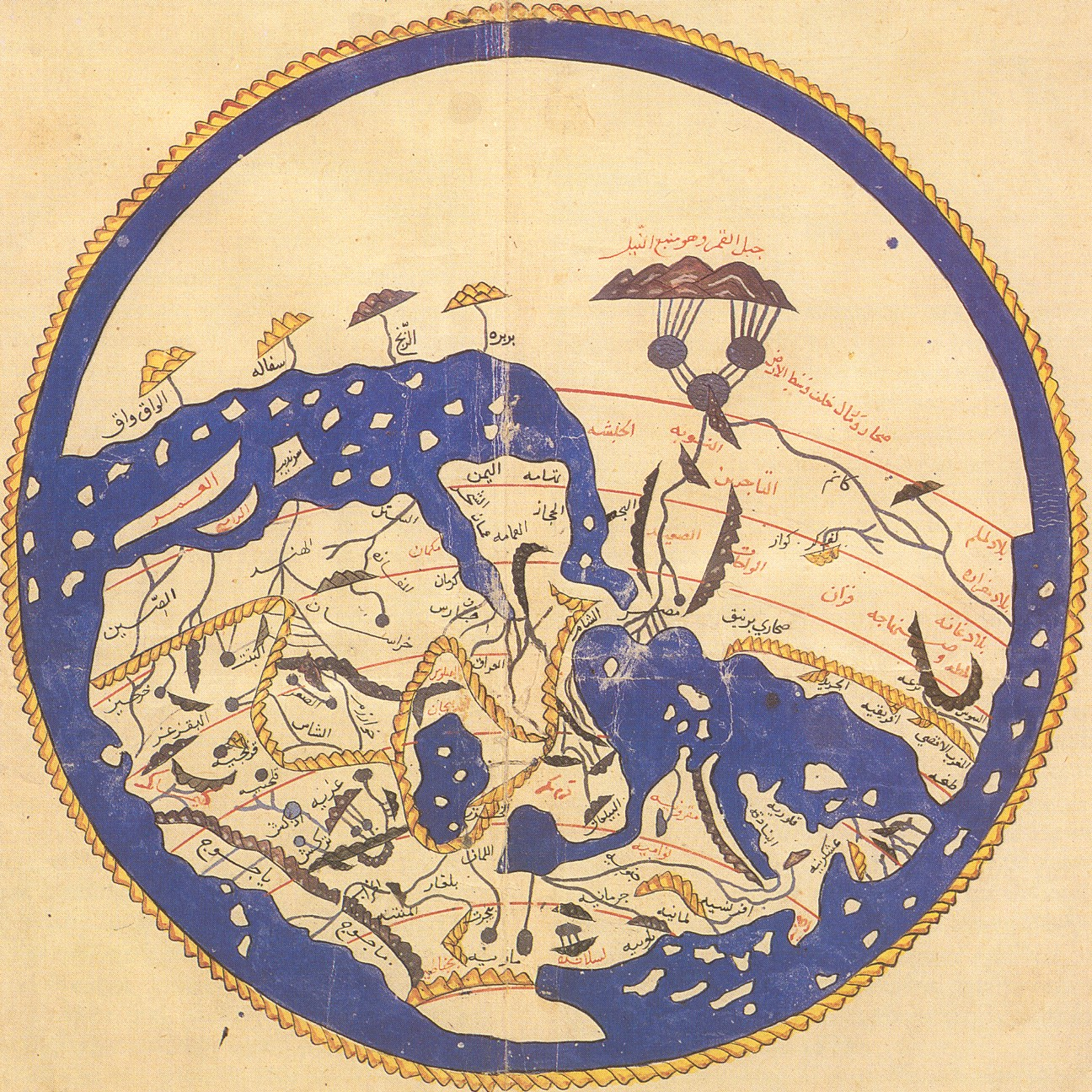
Vorbild für das Abendland: Idrisi-Weltkarte (gesüdet)

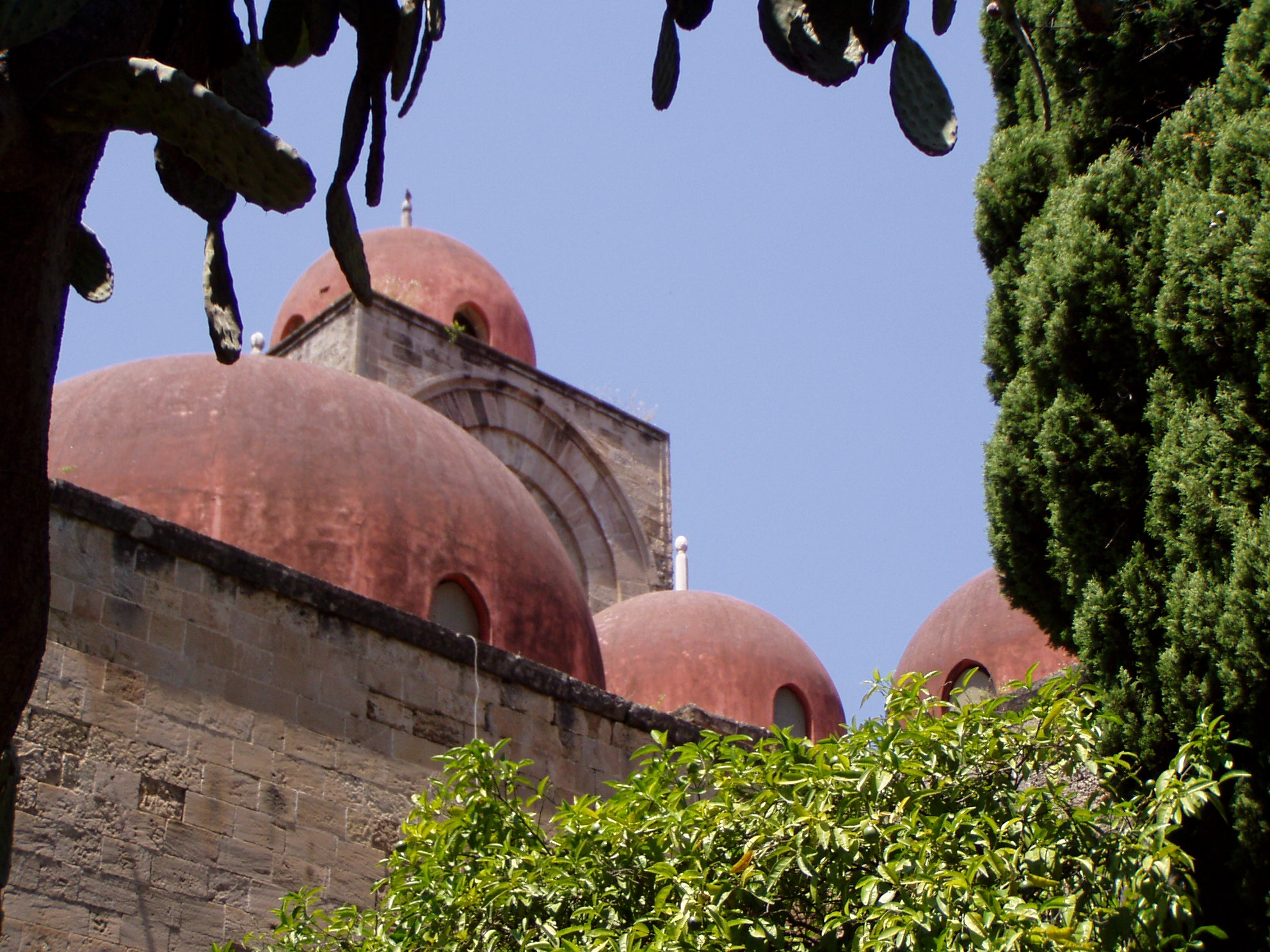
Kirche San Giovanni: errichtet in byzantinischer Zeit, unter muslimischer Herrschaft in eine Moschee umgewandelt, nach deren Ende wieder in eine Kirche. Beispiel für die byzantinisch-normannische Symbiose.

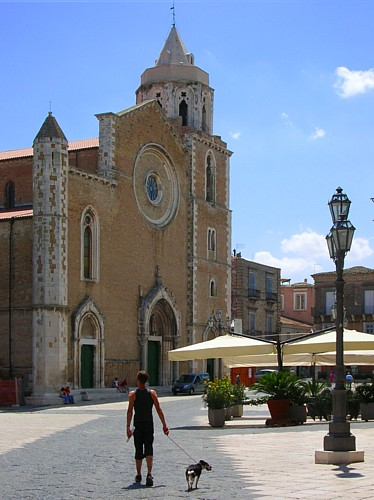
Der Dom von Lucera: eine ältere Kirche wurde unter Friedrich II. nach der Ansiedlung der sizilianischen Muslime von 1220 in eine Moschee umgewandelt, nach dem Ende der Kolonie wurde 1300 wieder eine Kirche daraus.

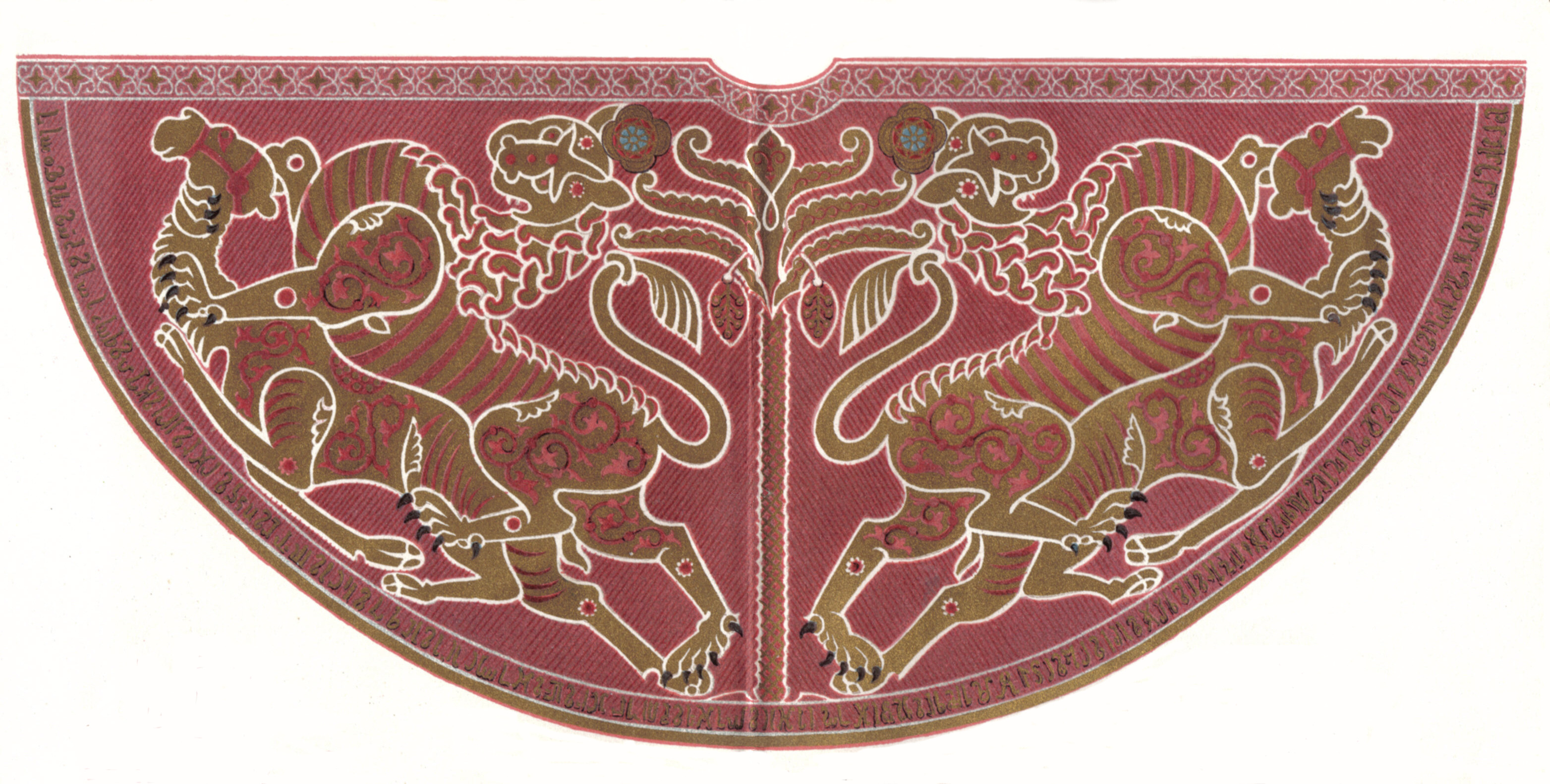
Arabische Inschrift auf dem normannischen Krönungsmantel, später Teil der Reichskleinodien.

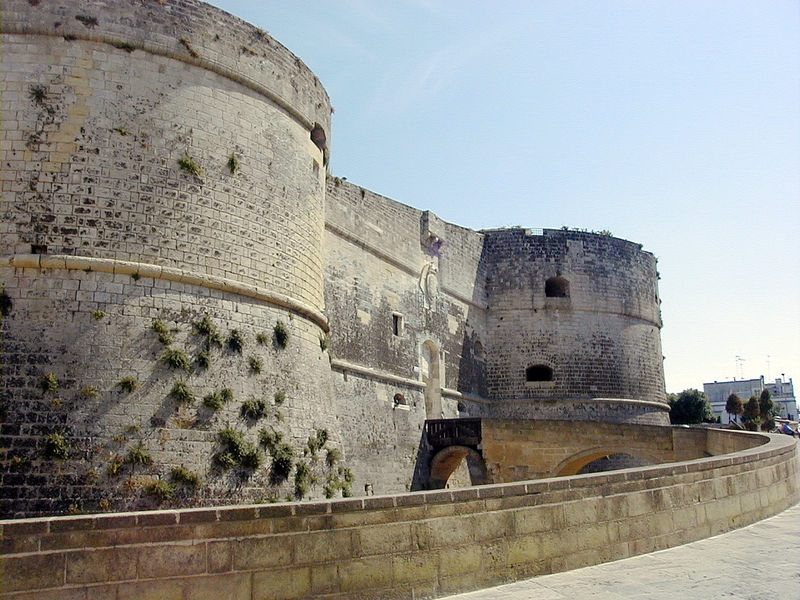
Festung von Otranto

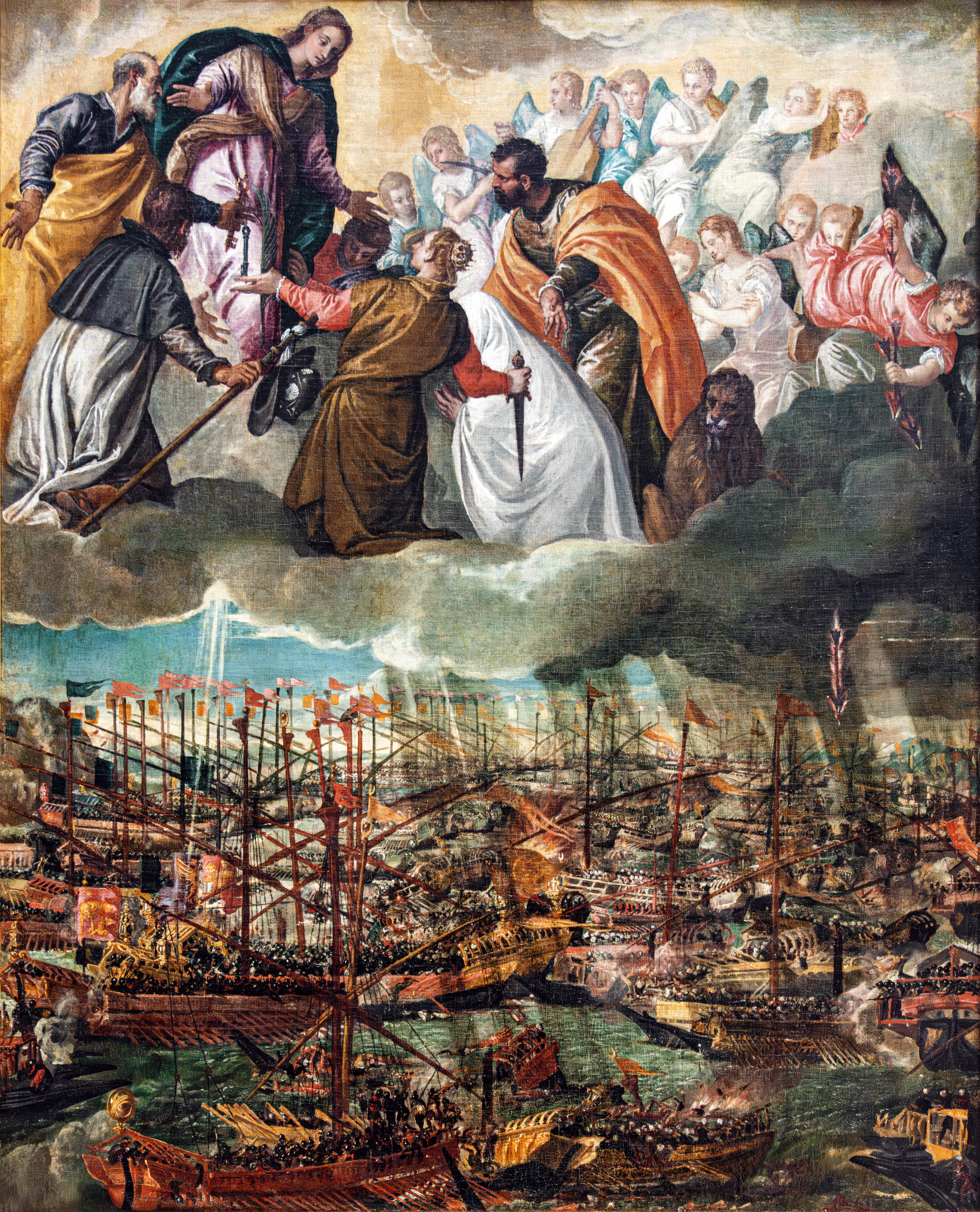
Paolo Veronese: Die Schlacht von Lepanto von 1571

Die auf Sizilien unter den Kalbiten begonnene Herrschaft war durch innermuslimische Kämpfe gefährdet worden, in die 1027 tunesische Ziriden, 1030/35 Pisaner und ab 1035 Byzantiner eingriffen, Ostsizilien (Messina, Syrakus, Taormina) wurde 1038–1042 wieder byzantinisch. Hinzu kamen 1059 schließlich auch süditalienische Normannen unter Roger I., die 1060 Reggio (1027 den Arabern von den Byzantinern abgenommen) eroberten. Schon 1061 fiel Messina in normannische Hände, eine Invasion der algerischen Hammadiden zur Rettung des Islams scheiterte 1063 am Eingreifen von Genua und Pisa. 1072 eroberten die von den christlichen Seerepubliken unterstützten Normannen Palermo. Der Großteil der Muslime verließ die Insel überstürzt. Noto und einige letzte muslimische Stützpunkte konnten sich nur noch bis 1091 halten. 1090/91 eroberten die Normannen auch Malta; Pantelleria vor der Küste Nordafrikas fiel ihnen 1123 in die Hand.
Italien und das normannische Tarent wurden ab 1095/99 zum Ausgangspunkt der Kreuzzüge. Im abgelegenen Hinterland im Westen der Insel wurde der auf der Insel verbliebene Teil der Muslime in der Piana degli Albanesi und südwestlich davon konzentriert. Die Normannenkönige bemühten sich zunächst um eine Duldung der Muslime, einen Ausgleich mit der griechischen Bevölkerung und um die Einbindung Siziliens in das Abendland. Die sizilianischen Normannen beteiligten sich zwar nicht an den Kreuzzügen ins Heilige Land, führten aber eigene Eroberungskriege und Raubzüge gegen Ifriqiya durch, ehe sie dort nach 1157 den Almohaden unterlagen.
1194 folgten durch Heirat die Staufer auf die Normannen. Die im westlichen Landesinneren noch verbliebenen Muslime riefen Ibn Abbad zum Emir der Insel aus. Um diesen Aufstand zu brechen, ließ der Kaiser Friedrich II. 1220 die letzten rund 30.000 Muslime von Sizilien nach Apulien deportieren. Dort siedelte er sie im einstigen Grenzgebiet zwischen Langobarden und Byzantinern in der militärisch organisierten Kolonie Lucera an. Als es auch dort zu Aufständen kam, ließ er sie niederkämpfen und die Muslime in und bei Lucera konzentrieren. 1249 vertrieb er die Muslime auch von Malta.
Nach dem Sturz der Staufer 1266 (Schlacht bei Benevent, die sizilianischen Muslime kämpften ihrem Eid folgend für Manfred, den Sohn Friedrichs II.) und der Niederlage in den Kreuzzügen 1291 wurde Lucera im Jahr 1300 von König Karl II. von Neapel, dem neuen Machthaber aus dem Haus Anjou, zerstört.
Eine arabisch-byzantinisch-normannische Symbiose in der Kunst, die besser orientalisch-byzantinisch-normannische Symbiose genannt werden sollte, wirkte als Sizilianische Romanik fort. „Arabisch“ steht darin nicht für „muslimisch“, sondern für das orientalische Christentum, wie sich im Flottenkommandanten von Roger II., einem syrischen Christen, zeigte.
Trotz der in Palermo 240 Jahre dauernden muslimischen Herrschaft haben die Muslime kaum Spuren hinterlassen. Es wird zwar auf die Nutzung von Gebäuden (Kathedrale, Normannenpalast) auch während der islamischen Herrschaft verwiesen, doch an Bausubstanz oder Kunst lässt sich kaum mehr etwas lokalisieren. Der Normannenpalast war bereits unter den Karthagern zum Herrschaftszentrum der Stadt ausgebaut worden. Die Fundamente aus phönizischer Zeit konnten archäologisch gesichert werden. Die Römer nützten die Festung als Castrum. Belisar nahm sie 535 für das Byzantinische Reich ein. Die Emire nutzten ihn als Residenz, ebenso später die Normannenkönige.

### Türken bzw. Osmanen
Erst 600 Jahre nach dem Untergang des Emirats Tarent, 400 Jahre nach dem Verlust Siziliens und rund 180 Jahre nach der Vernichtung Luceras geriet noch einmal ein kleiner Teil Italiens kurzzeitig unter muslimische Herrschaft.

#### Brückenkopf Otranto
Apulien gehörte zum Königreich Neapel und stand seit Mitte des 15. Jahrhunderts unter Herrschaft der Spanier, die auf ihrer eigenen Halbinsel 1481 die Schlussoffensive zur Eroberung Granadas starteten. Dieser letzte Stützpunkt des Islams in Spanien hatte verzweifelte Hilferufe an alle islamischen Staaten des Mittelmeerraums gesandt.
Das Reich der Osmanischen Türken, das unter Sultan Mehmet II. 1453 bereits Konstantinopel und Galata, 1475 Genuas letzte Stützpunkte im Schwarzen Meer und 1479 die venezianische Insel Euböa in Griechenland erobert hatte, unternahm daraufhin 1480 einen halbherzigen Ablenkungsangriff auf die spanischen Besitzungen in Süditalien, nachdem in Norditalien 1479 türkische Vorauseinheiten ins Friaul eingedrungen waren (1499–1503 erneut) und sogar Vicenza bedroht hatten. Die apulische Hafenstadt Otranto (knapp 100 Kilometer südöstlich von Brindisi) wurde erobert, aber nach wenigen Monaten 1481 wieder aufgegeben, als Mehmet starb und in Istanbul Thronkämpfe ausbrachen.
Der unterlegene Thronanwärter Dschem (Cem) geriet in die Hand des Johanniterordens auf Rhodos. Gegen Tributleistung und freien Handel für Rhodos im Osmanischen Reich verpflichteten sich die Johanniter, dass Cem keine Kriege mehr gegen seinen Bruder, den Sultan, anzetteln werde. Ein Enkel konvertierte zum Christentum und wurde 1492 bzw. 1509 vom Papst zum Römischen Fürsten und vom König von Neapel zum „Visconte di Said“ erhoben. Die Familie Sayd auf Malta reklamiert ihn als Vorfahren.

#### Angriffe im 16. Jahrhundert
Nach der Eroberung Ragusas und Ungarns 1526 und der Belagerung Wiens wäre mit einem Fall der österreichischen Hauptstadt bzw. deutschen Kaiserresidenz 1529 auch wieder Rom bedroht gewesen. Auch nach der Niederlage des türkischen Landheeres vor Wien griffen türkische Flotten wieder im Süden an. 1512/1526 und 1537 wurden kurz Reggio bzw. Teile Kalabriens erobert, im darauffolgenden Jahr die venezianische Flotte besiegt. Zwar wurde 1543 auch Nizza von Barbaresken geplündert (Belagerung von Nizza (1543)), doch im gleichen Jahr scheiterte eine türkische Landung auf Sizilien ebenso wie 1553 die Rückeroberung Pantellerias, 1563 die Behauptung Neapels und 1565 die Belagerung Maltas.
Den nach Spanien größten Anteil am Seesieg der christlichen „Heiligen Liga“ bei Lepanto 1571 hatte die Republik Venedig, die zwischen 1423 (intensiv seit 1463) und 1718 acht verlustreiche Türkenkriege gegen das Osmanische Reich führte. Auch nach der Niederlage von Lepanto setzten die Osmanen nach Apulien über, 1575 wurde kurzzeitig Castro besetzt (erstmals 1537), 1620 Manfredonia. Insgesamt war aber die osmanische Seeherrschaft gebrochen. Eine erneute Invasion Maltas scheiterte entsprechend 1614.

#### Italienische Konvertiten im Osmanischen Reich
Die Zeit der türkischen Bedrohung war auch die Zeit der Konversion einiger im Osmanischen Reich lebender Italiener zum Islam. Das betraf nicht nur von muslimischen Piraten ins Reich verschleppte Italiener, sondern auch italienische Küstenbewohner und Seefahrer, die sich selbst der Piraterie verschrieben hatten. Gegen Ende des 16. Jahrhunderts war mit Cigalazade Yusuf Sinan Pascha (Scipione Sinan Cicala) ein italienischer Konvertit Großadmiral und Großwesir des osmanischen Sultans. Ein dalmatinischer Konvertit namens Hasan, der Sarde Hasan Aga, der Korse Hasan Corso, der als Giovanni Dionigi Galeni geborene Kalabrese Uludsch Ali sowie der Venezianer Hasan Pasha Veneziano wurden Bey von Algier. Mourad Bey von Tunis, auf Korsika geboren, als dieses noch zu Genua gehörte, begründete 1613 die bis 1705 regierende Dynastie der Muraditen. Der Ligurier Osta Morat war ein mächtiger Admiral und Bey von Tunis (1638–1640). Auch Ahmad Beys († 1855) Mutter war eine geraubte Sardin.

### Kolonialismus der Neuzeit
In den auf Lepanto folgenden 300 Jahren bis zum Abschluss der Einigung Italiens 1861 gab es kaum Berührungspunkte mit dem Islam, wenn auch Sinan Pascha 1594 erneut Reggio überfiel, ein anderer italienischer Konvertit namens Goloppo um 1700 für die Türken auf der Krim die Festung Jenikale baute (Islam in der Ukraine), 1722 ein Aufstand türkischer Gefangener und Said-Abkömmlinge auf Malta scheiterte, Venedig noch bis 1792 Krieg gegen Tunis führte oder vereinzelte Angriffe vor allem algerischer Piraten auf italienische und spanische Mittelmeerstädte und Schiffe bis maximal 1827 anhielten (1815 letzter Überfall auf Sardinien).
Ab 1885 erwarb das neu gegründete Königreich Italien mit der Kolonie Eritrea, 1905 mit Italienisch-Somaliland, ab 1911 mit Italienisch-Libyen und 1939 mit dem Königreich Albanien mehrheitlich islamische Kolonialgebiete. Somalische Hilfstruppen in der italienischen Armee halfen 1931 bei der Vollendung der Eroberung Libyens und 1936 beim Sieg über Äthiopien (und damit die Vereinigung mit Somalia und Eritrea zu Italienisch-Ostafrika).

### Zusammenfassung (Zeittafel)
- 7. Jahrhundert – erste arabische Angriffe auf Sizilien
- 8. Jahrhundert – kurzzeitige Errichtung islamischer Stützpunkte auf Sardinien
- 9. Jahrhundert – byzantinische Rebellen und neapolitanische Fürsten rufen die Araber ins Land, islamische Eroberung von Teilen Siziliens und kurzlebige Emirate auch auf dem süditalienischen Festland, Plünderungen in vielen Küstenstädten Italiens
- 10. Jahrhundert – burgundische Könige (gegen Italiener) und Byzantiner (gegen Deutsche) rufen die Araber, arabische Angriffe auf Oberitalien, Sizilien fällt an die Fatimiden
- 11. Jahrhundert – Rückeroberung Sardiniens und Siziliens durch Normannen (Sizilien), Genuesen und Pisaner (Sardinien), Rückwanderung der meisten Muslime nach Afrika und Südspanien
- 12. Jahrhundert – byzantinisch-normannische Symbiose mit orientalischen Elementen in Architektur und Wissenschaft
- 13. Jahrhundert – Deportation der letzten sizilianischen Muslime nach Apulien, Errichtung der Militärkolonie Lucera, 1300 zerschlagen
- 15./16. Jahrhundert – Angriffe der Türken (1480–1620), osmanische Seeherrschaft in der Seeschlacht von Lepanto 1571 gebrochen
- 20. Jahrhundert – italienische Erwerbungen islamischer Kolonien und in minimalem Ausmaß muslimische Einwanderung aus den Kolonien
- seit den 70er Jahren geringe muslimische Einwanderung aus dem Maghreb
- seit 1990 massive muslimische Einwanderung aus Nordafrika (v. a. Marokko), Albanien und Südasien (v. a. Bangladesch)

## Islam im heutigen Italien

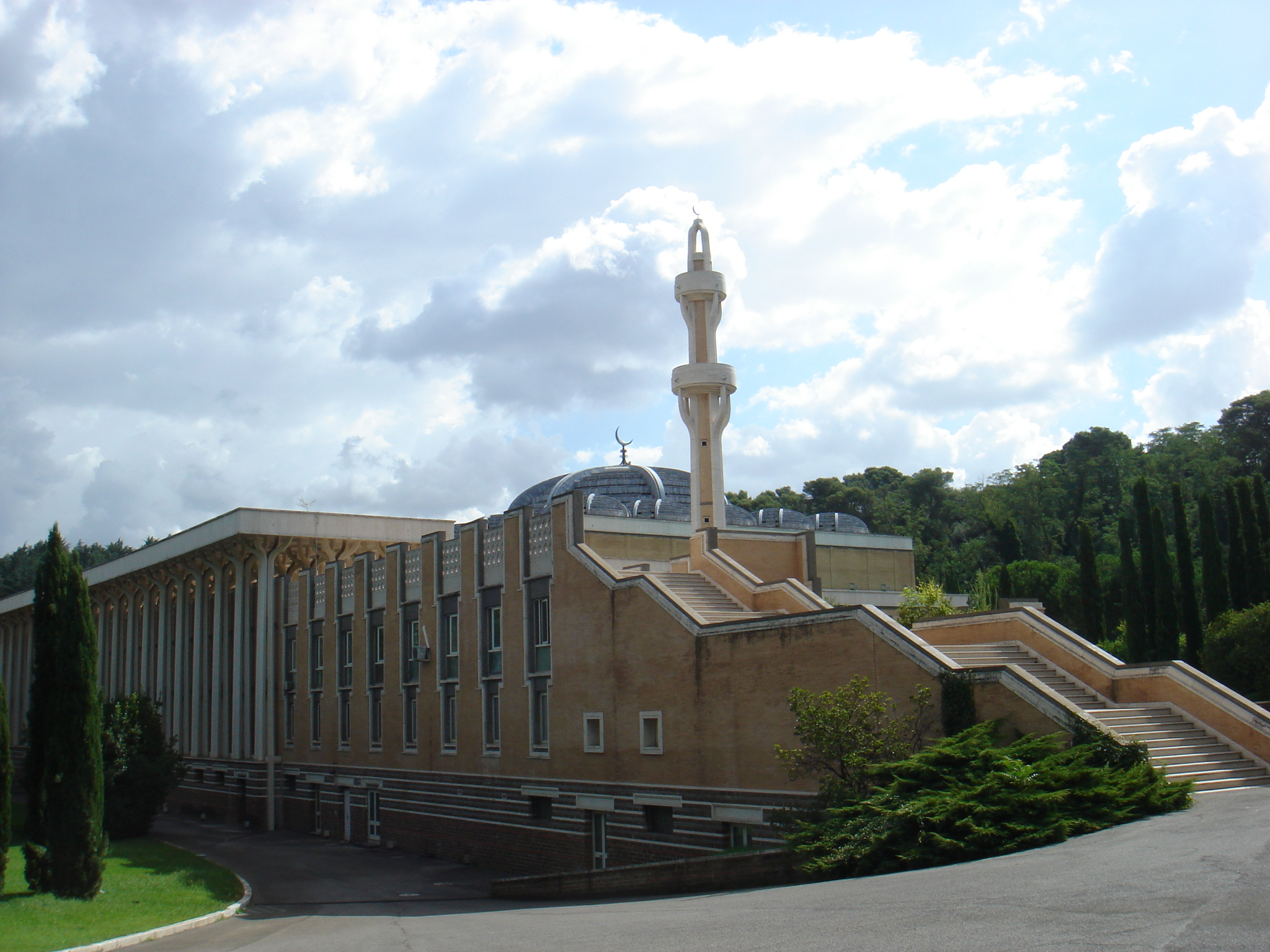
Das islamische Zentrum in Rom

### Muslimische Einwanderung
Etwa ein Viertel aller Immigranten mit oder ohne Aufenthaltspapieren sind Muslime. Die meisten von ihnen kommen aus Marokko, weshalb aus Sicht vieler Italiener alle arabischen und nordafrikanischen Muslime einfach „Marokkaner“ (marocchini) sind. Die zweitgrößte Gruppe stammt aus Albanien. Die nächstgrößten Gruppen von Muslimen sind Tunesier und Ägypter, es folgen Bangladescher und Senegalesen.
Die folgende Tabelle gibt die Anzahl der muslimischen Einwanderer im Jahr 2010 wieder. Sie berücksichtigt nur die ausländischen Staatsbürger, nicht die bereits in Italien Eingebürgerten, deren Zahl allerdings recht gering ist.
| Pos. | Land        | Anzahl Schätzung von Caritas/Migrantes unter den am 31. Dezember 2010 regulär in Italien lebenden Migranten |
| 1    | Marokko     | 448.000 |
| 2    | Albanien    | 364.000 |
| 3    | Tunesien    | 106.000 |
| 4    | Senegal     | 75.000 |
| 5    | Pakistan    | 73.000 |
| 6    | Bangladesch | 71.000 |
| 7    | Mazedonien  | 30.000 |
| 8    | Algerien    | 25.000 |
| 9    | Kosovo      | 21.000 |

In Libyen sollen über zwei Millionen weitere, meist muslimische, Flüchtlinge auf die Gelegenheit warten, sich zur Küste und von dort aus nach Pantelleria, Lampedusa oder Sizilien durchzuschlagen.
Zudem hatten und haben zahlreiche Parteien und Politiker aus muslimischen Ländern Asyl in Italien gefunden, so z. B. Iraker, Iraner, Somalier, Libyer, Kurden und 1973–2002 der afghanische Ex-König Mohammed Sahir Schah.
Blieben die muslimischen Einwanderer früher vorwiegend im Süden Italiens, so ziehen sie in den letzten Jahren von ihren ersten Ankunftsorten Sizilien (Maghrebiner) oder Apulien (Albaner) meistens nach Norditalien weiter. So leben etwa 62 % in den norditalienischen Industriezentren, weitere 25 % in Mittelitalien – alleine in Rom und Provinz leben 110.000 Muslime. Nur noch 13 % leben in den Regionen Süditaliens und arbeiten z. B. im Fischereisektor Palermos, Marsalas usw.
So lebten am 1. Januar 2016 367.700 Muslime (25,8 % aller italienischen Muslime) in der Lombardei, 183.000 (12,8 %) in der Emilia-Romagna, 142.200 (10 %) im Veneto, 119.000 (8,4 %) im Piemont, 113.000 (7,9 %) im Latium und 104.400 (7,3 %) in der Toskana. 395.300 (27,8 %) leben in den übrigen Regionen meist der Mitte und des Südens.

### Organisation und Ausrichtung
Die islamische Gemeinschaft in Italien vertritt unterschiedliche religiöse bzw. politische Richtungen. Geschlossen aber lehnte sie Italiens Beteiligung am Irakkrieg ab. Die überwiegende Mehrheit der Muslime in Italien sind Sunniten, die Schiiten machen nur etwa 1,5 % der Gemeinschaft aus.
1988 entstand im sizilianischen Catania die erste Moschee der Neuzeit auf italienischem Territorium, 1988 in Segrate bei Mailand die erste Moschee mit Kuppel und Minarett. 1990 folgte in Palermo eine weitere, 1995 wurde mit saudischen Geldern eine „Große Moschee“ in Rom eröffnet, die bis 2005 größte Moschee Europas war. Inzwischen sind weitere Moscheen etwa in Albenga (Ligurien), Aulla (Toskana), Bologna, Catania, Cremona, Colle Val d’Elsa (Toskana), Florenz, Gallarate (Lombardei), Genua, Padua, Perugia, Neapel und Villabate (Sizilien) entstanden, insgesamt bestehen mehr als 1000 Moscheen und Gebetsräume in Italien, von denen jedoch nur wenige architektonisch als solche erkennbar sind. Für großes Aufsehen sorgte der Fall um einen Mailänder Imam, Abu Omar, der 2003 auf offener Straße – mutmaßlich von CIA-Agenten – gekidnappt und nach Ägypten verschleppt wurde.
In ganz Italien, besonders im Norden, sind zudem islamische Gebets- und Kulturzentren (Centri Islamici) entstanden. Eine wichtige Organisation ist das Islamische Zentrum in Mailand, das einen politischen Islamismus betreibt. Weiterhin besteht die Unione delle comunità e organizzazioni islamiche in Italia, die den Muslimbrüdern nahesteht und 1971 als Vereinigung muslimischer Studenten in Perugia entstand. Weitere kleinere, zumeist nach Zuwanderernationen getrennte muslimische Organisationen (z. B. das von den Saudis geförderte „Islamische Zentrum“ in Rom) beschäftigen sich eher mit religiösen und soziokulturellen Alltagsfragen wie Traditionspflege, Speisevorschriften und Religionsfreiheit.
2017 wurde ein Abkommen zwischen dem italienischen Staat und neun Vertretern der größten muslimischen Verbände in Italien mit dem Namen „Nationaler Pakt für einen italienischen Islam“ geschlossen. Die Verbände repräsentieren 70 % der Muslime in Italien. Hintergrund war das Ziel terroristische Strömungen zu verhindern. Unter anderem ist in dem Abkommen festgehalten, dass auch nichtmuslimische Personen Moscheen betreten dürfen, Freitagsgebete auf Italienisch abgehalten werden müssen und die Finanzierung der Moscheen offengelegt wird.

### Kontroverse um den Bau einer Moschee
In Colle di Val d’Elsa bei Florenz gingen im Frühjahr 2007 Minarett-Gegner gegen den Bau einer Moschee mit Minarett vor, das acht Meter hoch werden sollte: Sie stellten einen Schweinskopf auf die Baustelle, um das Gelände zu profanieren. In der Gemeinde gab es einen Minarettstreit.
Die Moschee wurde im Jahr 2013 dennoch eröffnet.